# Rio Itapicuru
Le Rio Itapicuru est un fleuve côtier du nord-est du Brésil qui baigne l'État de 
Bahia. Il était appelé Rio São Jerônimo durant la période coloniale.

## Géographie
Il naît dans la région du piémont de la Chapada Diamantina (région nord de la Chapada Diamantina), près de la ville de Jacobina. 
Son cours se déroule suivant une orientation ouest-est.
Le rio Itapicuru est pérenne et coule donc continuellement tout au long de l'année, ce qui est rare dans cette région qui ne connait qu'une courte saison des pluies et un faible niveau de précipitations. Il passe par les établissements miniers de Caldas do Jorro et de Cipó.
Le fleuve a donné son nom à la Greenstone belt du Rio Itapicuru, association géologique datant du Protérozoïque inférieur. 
À la limite entre les municipes de Saúde et de Pindobaçu, un grand barrage a été construit récemment[Quand ?] sur le rio Itapicuru, assurant l'alimentation en eau des propriétés rurales voisines, pour l'irrigation.

## Hydrométrie - Les débits à Usina Altamira
Le débit du fleuve a été observé pendant 16 ans (1964-1979) à Usina Altamira, localité de l'État de Bahia située à 156 kilomètres de son embouchure dans l'Océan Atlantique 
. 
À Usina Altamira, le débit annuel moyen ou module observé sur cette période a été de 41 m3/s pour un bassin versant de 35 150 km2.
La lame d'eau écoulée dans l'ensemble du bassin atteint ainsi le chiffre de 37 millimètres par an.
On constate que l'Itapicuru conserve en toutes saisons un débit assez consistant. 
Sur la durée d'observation de 16 ans, le débit mensuel minimum observé a été de 4 m3/s, tandis que le débit mensuel maximal se montait à 345 m3/s.